# العميل فينود (فلم هندي)
العميل فينود (بالإنجليزية: Agent Vinod) هو فيلم حركة هندي من بطولة سيف علي خان وبطولة كارينا كابور، وتم إصداره في 23 مارس 2012، تدخل في إنتاجه بطل الفيلم سيف علي خان بجانب المنتج دينيش فيناج.

## نبذة عن الفيلم
يدور الفيلم حول قنبلة نووية اكتشف أنها ستفجر في الهند، لكن هذه القنبلة لا تفجر إلا بشفرة خاصة بها، واكتشف العميل فينود (سيف علي خان) أنا الشفرة ستباع في مزاد علني في المغرب، واتخذ نفسه اسم مضيف طيران ليذهب للمغرب ليحصل على الشفرة التي تتقاتل عليها العصابات، من ثم ستدور مجموعة من الأحدات المشوقة التي سيسافر فيها البطل في العديد من الدول غرضه الحصول على الشفرة، لكن لما حصل عليها في سويسرا قام أحد المنظمين للانفجار بسرقتها، وتم فعلا تفعيل القنبلة في الهند، سرعان ما كانت يتنفجر حتى اكتشف كلمة سر إلغاء تفعيل القنبلة، والتي أعطته إياها إيرام (كارينا كابور).

## الممثلين
- سيف علي خان: في دور العمل فينود وهو بطل القصة.
- كارينا كابور: في دور إيرام عميلة سرية أيضا ومن الشخصيات الرئيسية أيضا، وقد توفيت في النهاية بعد أن أعطت للعميل فينود الشفرة السرية لمنع القنبلة من الانفجار، وقد قتلها أحد المفجرين الذي كان يعتقد بأنه طيار، وذلك بإصابتها برصاصتين في الكبد.

## وصلات خارجية
- الموقع الرسمي
- مقالات تستعمل روابط فنية بلا صلة مع ويكي بيانات